# Illa des Sortell

L'illa des Sortell és una petita illa rocosa coronada per pins, de la badia de Cadaqués, situada prop de la punta de sa Conca, al sud de la població de Cadaqués, a tocar de la platja des Sortell. 

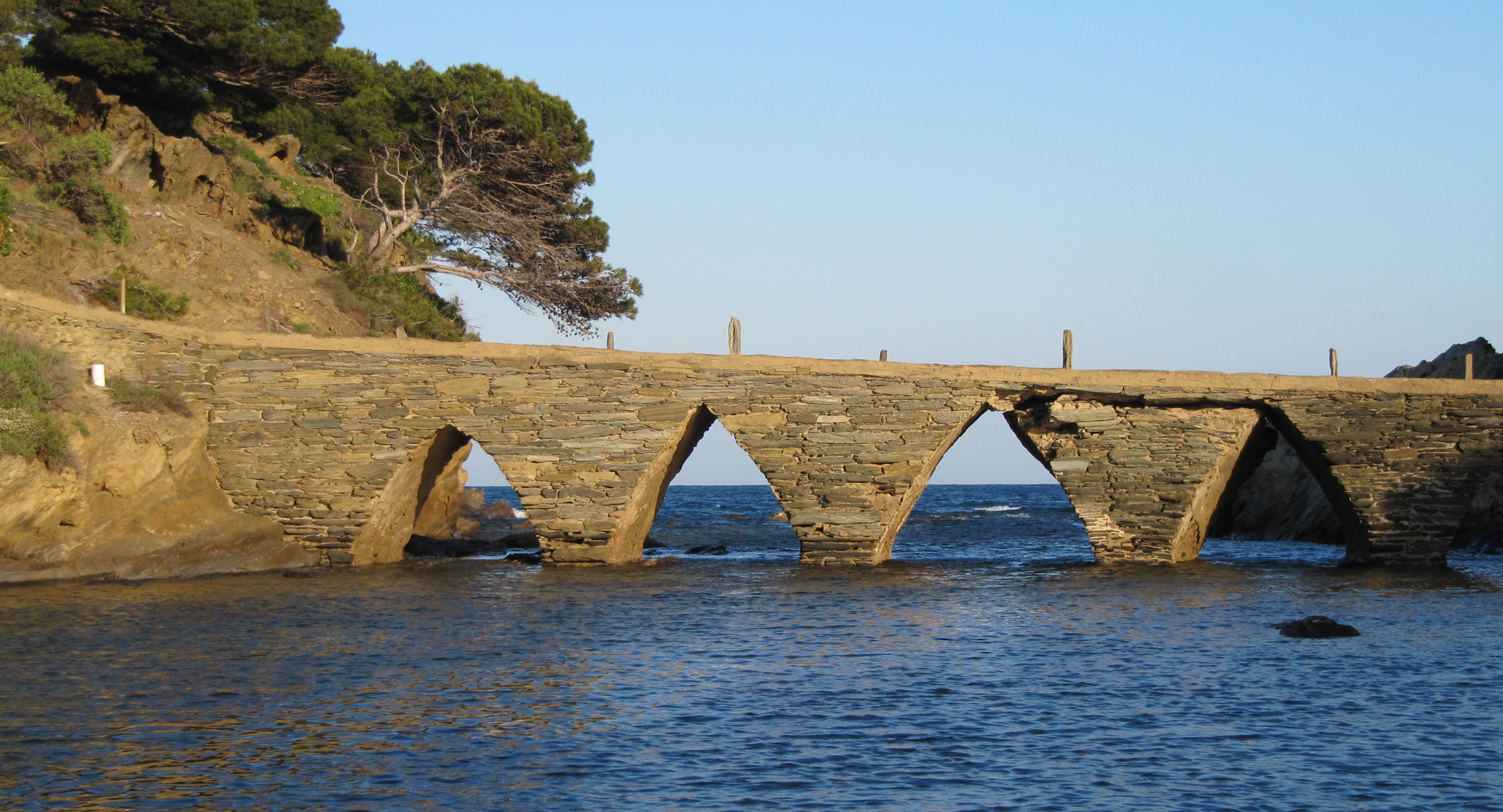
Pont des Sortell

La punta més meridional de l'illa s'anomena Punta des Sortell, i l'oposada, Bau des Sortell. Al punt més alt de l'illa, a 10,5 msnm, hi ha el Mirador, des d'on hi ha vistes panoràmiques de la badia.
El topònim de Sortell indica un lloc de prominència de la costa.
El pont des Sortell, un pintoresc pont de pedra de cinc ulls, salva el braç de mar que separa l'illa de terra. Aquest pont va ser destruït pel temporal Gloria el gener de 2020, i es va reparar el juny d'aquell mateix any.